# Dujon Sterling
Dujon Henriques Sterling (* 24. Oktober 1999 in London) ist ein englisch-jamaikanischer Fußballspieler, der bei den Glasgow Rangers unter Vertrag steht.

## Karriere

### Verein
Dujon Sterling wurde als Sohn jamaikanischer Eltern in London geboren. Sterling kam 2007 als Siebenjähriger zum FC Chelsea aus dem Londoner Stadtteil Fulham. Für die U19 des Vereins spielte er in der UEFA Youth League. Nach einer beeindruckenden Saison wurde Sterling als 16-Jähriger für die Saison 2016/17 in den U23-Kader befördert. Im Oktober 2016 unterzeichnete Sterling anlässlich seines 17. Geburtstages seinen ersten Profivertrag. Am 20. September 2017 gab Sterling sein Chelsea-Debüt während der dritten Runde des EFL Cup gegen Nottingham Forest und ersetzte Davide Zappacosta für die letzten 14 Minuten des 5:1-Sieges an der Stamford Bridge.
Am 27. Juni 2018 wurde vereinbart, das der 18-Jährige Sterling für eine Saison an den Drittligaaufsteiger Coventry City ausgeliehen wird. Unter Mark Robins absolvierte er 38 von 46 möglichen Ligaspielen und verhalf dem Verein mit Platz 8 einen sicheren Klassenerhalt in der dritten Liga zu erreichen.
Am 1. August 2019 wechselte Sterling auf Leihbasis für eine Saison zum Zweitligisten Wigan Athletic. In der Zweitligasaison 2019/20 kam er lediglich auf acht Einsätze.
Am 31. August 2021 kehrte Sterling mit einem Leihvertrag für eine Saison mit dem FC Blackpool in die Championship zurück, nachdem er bei Chelsea eine zweijährige Vertragsverlängerung unterzeichnet hatte. Bei einem Spiel Anfang April 2022 verletzte er sich die Bänder im Sprunggelenk und kehrte zur Behandlung zu Chelsea zurück. Seine Leihe wurde jedoch aufrecht gehalten. Er absolvierte insgesamt 24 Spiele für Blackpool in der Liga.
Im September 2022 folgte ein weiterer Leihwechsel von Sterling für die Saison 2022/23 an Stoke City.
Am 30. Mai 2023 wurde bekannt gegeben, dass Sterling einen Vierjahresvertrag bei den Glasgow Rangers unterzeichnet hat.

### Nationalmannschaft
Dujon Sterling spielte für England von der U16- bis zur U20-Altersklasse. Er vertrat die englische U17 im Jahr 2016 bei der Europameisterschaft in Aserbaidschan, mit der er das Viertelfinale erreichte. 2017 und 2018 nahm er mit der U19 an Europameisterschaften teil. Mit der Mannschaft konnte er 2017 das Turnier durch einen Finalsieg über Portugal gewinnen und wurde neben Tayo Edun, Ryan Sessegnon und Mason Mount als einer von vier Engländern in die Mannschaft des Turniers gewählt.